# Stadttempel
De Stadttempel, ook wel de Seitenstettengassetempel genoemd, is een synagoge in Wenen, Oostenrijk. Het is de belangrijkste synagoge voor de joodse gemeenschap in Wenen, die bestaat uit ongeveer 7.000 leden. Ze bevindt zich in de binnenstad, in de Seitenstettengasse. Het gebouw heeft de status van monument.

## Geschiedenis
De synagoge is gebouwd in 1825-1826 als schuilkerk. Ze is gevestigd tussen twee appartementencomplexen en daardoor tamelijk onopvallend in het straatbeeld. De rooms-katholieke keizer Jozef II had namelijk per edict verordend dat alleen rooms-katholieke gebedshuizen een voorgevel mochten hebben die direct aan een openbare weg stond. Ironisch is dat juist dit decreet ertoe geleid heeft dat het gebouw ruim een eeuw later, tijdens de Kristallnacht in november 1938, niet vernietigd werd, omdat daarbij onvermijdelijk ook de belendende huizen in vlammen op zouden zijn gegaan. Daardoor is de Stadttempel het enige joodse gebedshuis in Wenen dat de Tweede Wereldoorlog heeft overleefd; alle andere 93 synagogen zijn door de nazi's vernietigd.
In 1981 werd de synagoge met machinegeweren en handgranaten aangevallen door Palestijnse terroristen van de organisatie van Aboe Nidal. Daarbij kwamen twee personen die net een bar mitswa-ceremonie hadden bijgewoond om het leven.

## Architectuur

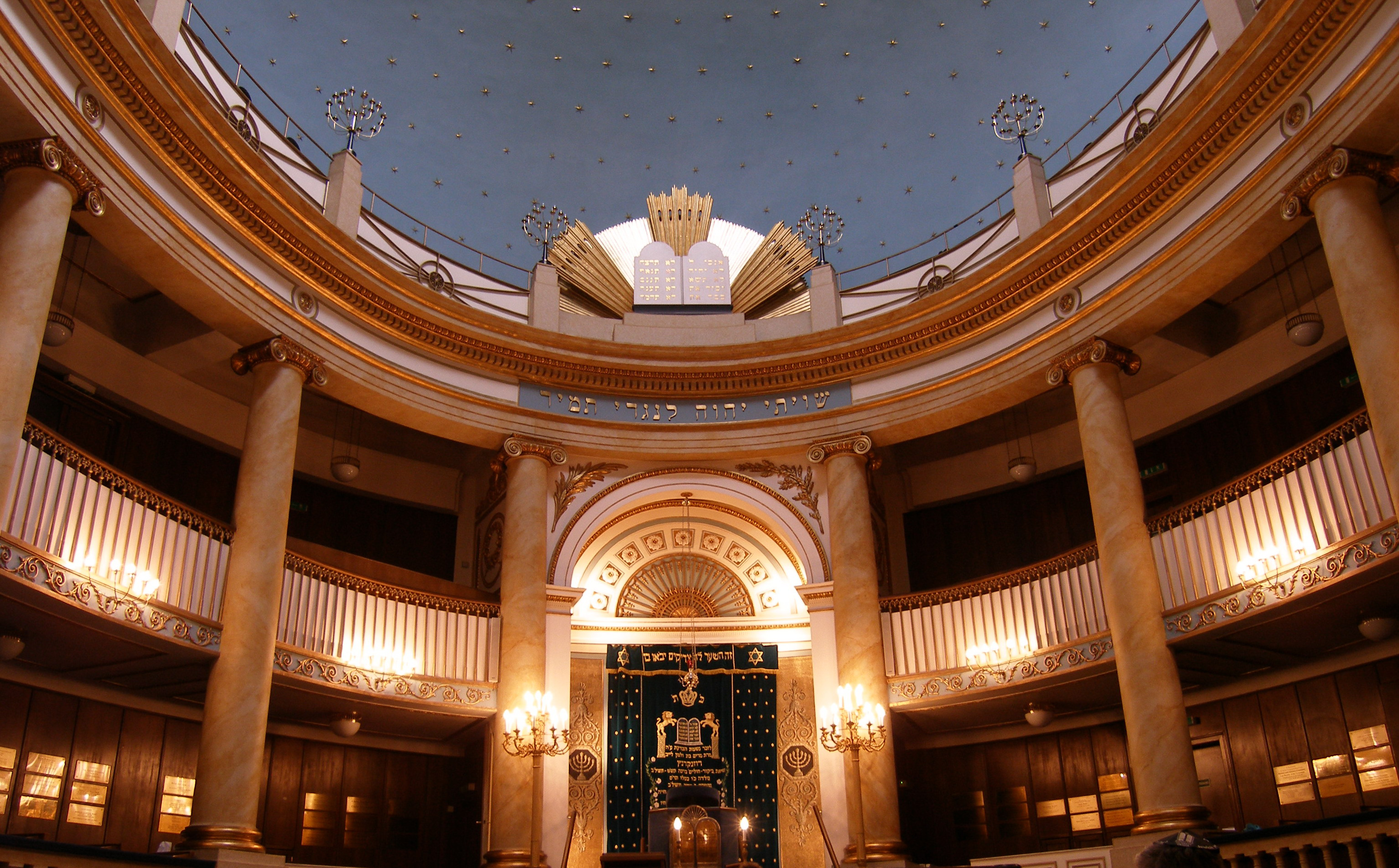
Interieur van de Stadttempel

De synagoge is ontworpen in Biedermeierstijl door de Weense architect Joseph Kornhäusel. Het interieur heeft een ovale vorm en een blauwe koepel die gedragen wordt door twaalf zuilen.
Tegelijk met dit gebouw werden twee appartementengebouwen van vijf etages gebouwd om, conform de wetgeving, de synagoge niet op te laten vallen in de omgeving.

### Opschrift
Boven de ingang van het gebouwd bevindt zich het volgende Hebreeuwse opschrift:
bo'u sche'araw betoda chatzerotaw bitehilla.
(Vertaling: Komt naar zijn toren met dankbaarheid, naar zijn voorportalen (van de tempel in Jeruzalem) met lofzang.)